# Launaea socotrana
Launaea socotrana es una especie de planta fanerógama del género Launaea de la familia Asteraceae. Es un endemismo de las islas de Socotra y Samhah en Yemen.

## Hábitat y ecología
Especie generalizada en una variedad de tipos de vegetación en Socotra y Samhah, a una altitud desde el nivel del mar a los 800 metros. Después de Kilian (1997, p.265) hemos conservado L. socotrana a diferencia de L. massauensis pero son muy difíciles de separar el sus detalles principales. Vida útil (anual en L. massauensis y perenne en L. socotrana ) es un detalle difícil de determinar, ya que ambos taxones tienen una raíz pivotante delgada y ningún órgano de almacenamiento, obviamente, bien desarrollado. El color del aquenio exterior no es igualmente un dato de definir claro y los especímenes identificados como L. socotrana tienen aquenios exteriores negruzcos.

## Taxonomía
Launaea socotrana fue descrita por Norbert Kilian y publicado en Englera, vol. 17, p. 265, 1997>